# Mahsa Ghorbani
Pour les articles homonymes, voir Ghorbani.
Mahsa Ghorbani (persan : مَهسا قُربانی), née en 1989, est une arbitre iranienne de football. Diplômée en marketing sportif, elle débute au football en tant que gardienne. En 2009, elle devient arbitre dans la ligue de football en Iran. En 2017, elle est reconnue comme une arbitre internationale par la FIFA.

## Carrière
- Coupe d'Asie féminine de football 2022[2]